# Vlijmscherp
Vlijmscherp è il terzo album del gruppo Rap Osdorp Posse.

## Tracce
1. Geheugenopfrisser	1:49
2. Het Ondergrondse Netwerk	2:23
3. Stijlpikkers	2:18
4. Uitkeringlijers	2:29
5. De Meest Gediste Groep	2:34
6. Dood Aan De Radio!	1:58
7. Ghetto'tje Spelen	2:20
8. Je Kan Ons Niet...	1:41
9. Irritaties	3:21
10. De Nachtmerrie Van Een Terrorist	2:56
11. Omvoorbijterijden 3:06
12. Wie Zijn De Nepgangsters?	3:44
13. Geen Slaap Tot Osdorp 4:03
14. De Allerdaagse Rap-CD	2:12
15. Roffer Dan Ooit	2:42
16. Liefdaderheid	1:57
17. Steek 'm Op! 2:53
18. Het Voorprogramma	2:40
19. Publiciteit 3:41
20. Roddels En Geruchten 2:19
21. De Posse 6:31
22. Vlijmscherp	3:16
23. Het Laatste Woord	1:12